# 城外圣老楞佐圣殿
城外圣老楞佐圣殿（義大利語：Basilica di San Lorenzo fuori le Mura）位于意大利罗马，是天主教的次级宗座圣殿，為罗马朝圣七大殿之一。城外圣老楞佐圣殿紀念於公元258年殉道、埋葬在大殿內的羅馬教會執事聖老楞佐。此外，教宗庇護九世也葬在這宗座圣殿內。

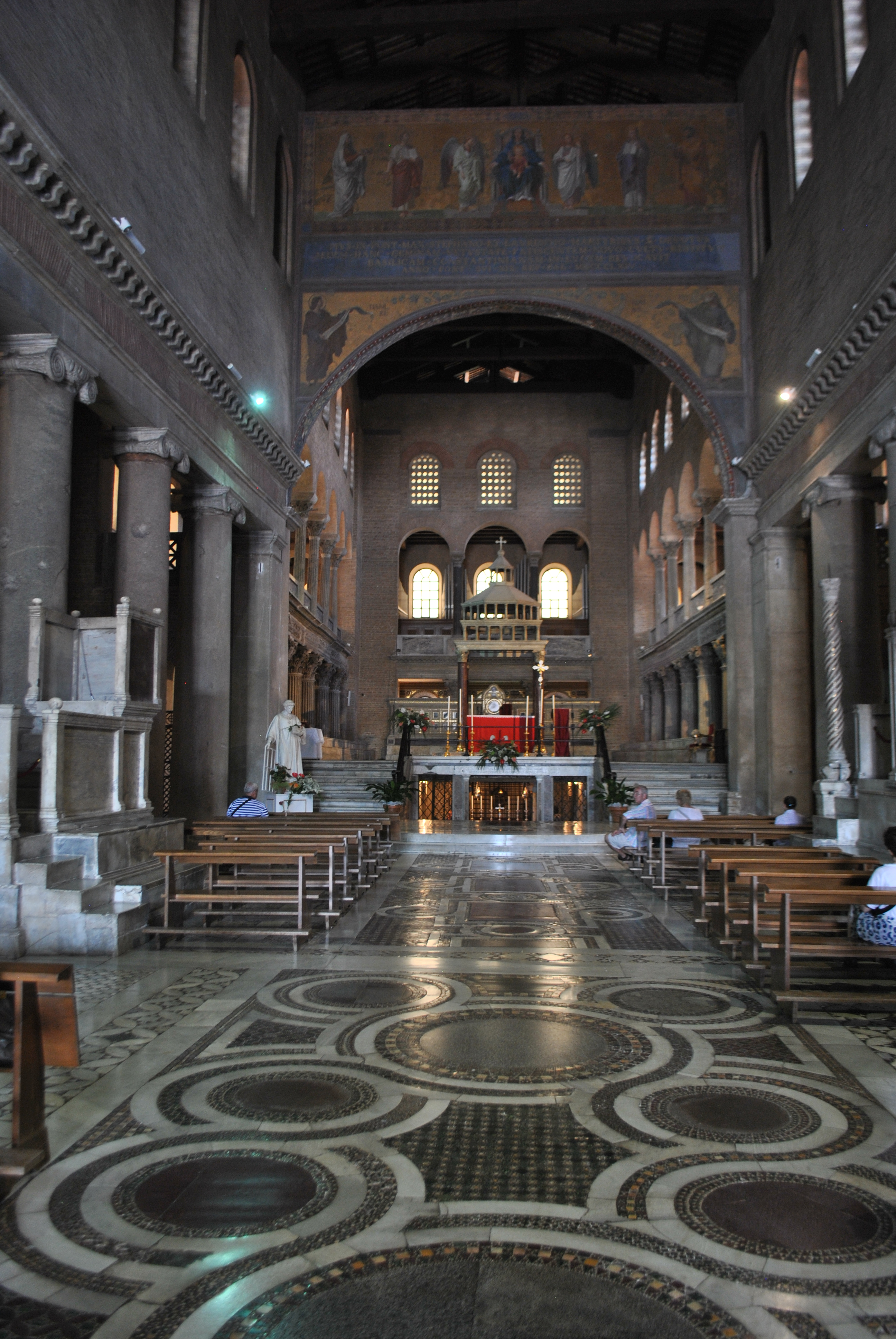
城外圣老楞佐圣殿內部

## 歷史
在城外圣老楞佐圣殿建成之前，它的所在位置是一間小堂。在公元五世紀，教宗柏拉奇二世下令修建城外圣老楞佐圣殿來紀念殉道的聖老楞佐。在13世紀，教宗和诺理三世下令在舊有的建築前修建另外一間教堂，這間新教堂畫有關於聖老楞佐和聖斯德望生平的壁畫。此外，在多次挖掘中，人們發現城外圣老楞佐圣殿內還葬有其他人物，例如教宗希拉略等。城外圣老楞佐圣殿的鐘樓建於公元12世紀。
在近代歷史中，城外圣老楞佐圣殿於1374年至1847年為拉丁礼耶路撒冷宗主教的駐地。除此之外，城外圣老楞佐圣殿在第二次世界大戰被炸毀，重建工程一直持續到1948年才結束。

## 結構
城外圣老楞佐圣殿柱廊的門廊裡葬有兩具古老的石棺，而兩頭羅馬式石獅也从入口搬到了這兩具石棺前。此外，在圣殿的入口內也葬有死於1256年的Guglielmo Cardinal Fieschi。圣殿內有哥斯馬特式的詩班席和講道壇，那裡還有精緻的哥斯馬特式燭台。
在圣殿的拱門上為羅馬式的馬賽克，鑲有耶穌及各位聖人的像貌。另外，聖老楞佐與聖斯德望都葬在大祭壇下，聖斯德望的遺體是在教宗柏拉奇二世下令修建圣老楞佐大殿時迁葬來的。而羅馬教宗專用的祭壇就在大祭壇後。